# Christina Aguilera (álbum)
Christina Aguilera es el primer álbum de estudio de la cantante y compositora estadounidense Christina Aguilera, publicado el 24 de agosto de 1999 por el sello discográfico RCA Records, cuando la cantante se encontraba en plena adolescencia. Después de grabar «Reflection», el tema principal de la película animada Mulan, RCA sentó las bases para el álbum de inmediato y comenzó a presentarle a Aguilera canciones para su álbum debut, que luego decidieron que tendría un lanzamiento en enero de 1999. El álbum incorpora los géneros dance pop y teen pop, además de que también presenta elementos fuertes de soul y R&B. Las contribuciones a la producción del álbum provinieron de una amplia gama de productores, incluidos David Frank, Ron Fair, Guy Roche, Robin Thicke, Diane Warren, Matthew Wilder y Aaron Zigman.
Comercialmente, el álbum logró tener éxito. Se posicionó en los primeros puestos en varios países, en los cuales permaneció muchas semanas en sus respectivas listas. En Estados Unidos, el álbum debutó en la posición número uno de la lista Billboard 200, tras vender 253,000 copias en su primera semana. También llegó al número uno en Canadá. El álbum fue certificado con ocho discos de platino por la Recording Industry Association of America (RIAA) y ha vendido más de 9 millones de copias en Estados Unidos. También fue certificado platino en México, Reino Unido, Australia, Japón, España, Nueva Zelanda, entre otros, por las altas ventas en dichos países. A nivel mundial registró ventas de más de 12'650,000 de copias.
Cuatro sencillos fueron lanzados del álbum: «Genie in a Bottle», «What a Girl Wants», «I Turn to You» y «Come On Over Baby (All I Want Is You)». Estos sencillos llegaron a los puestos número 1, 1, 3 y 1, respectivamente, en la lista Billboard Hot 100 de Estados Unidos, lo cual la convirtió en la primera artista en lograr un top 3 con sus primeros 4 sencillos. Con el lanzamiento de «Genie in a Bottle», Aguilera se convirtió en todo un fenómeno pop adolescente que iba tomando importancia cada vez más, el primer sencillo ya era uno de los de mayor éxito solo para radio de la historia y se mantuvo número uno durante cinco semanas consecutivas, debido al airplay fuerte y a las ventas físicas de CD. El éxito de «Genie in a Bottle» marcó la tercera vez que en 1999 una artista femenina nueva alcanzaba el número uno del Hot 100 con su sencillo debut, siendo el primero «...Baby One More Time» de Britney Spears y el segundo «If You Had My Love» de Jennifer López.
Gracias a este álbum, Aguilera se convirtió en una de las artistas responsables de la revitalización del pop adolescente en la industria musical a finales de la década de 1990 y eso la llevó a ganar un Premio Grammy en la categoría «mejor artista nuevo» durante la entrega de 2000. Este álbum catapultó a la fama mundial a Aguilera y fue catalogada como un icono pop y una de las artistas de pop adolescente más importantes del momento. Su imagen era usada para comercializar diferentes productos, mismos que rompieron récords de ventas en todo el mundo.

## Antecedentes
Christina Aguilera se acercó a la compañía discográfica RCA, que en ese entonces tenía dificultades financieras, y se le dijo que se pusiera en contacto con Disney. Después de tener la oportunidad de grabar el tema de la película animada de 1998, Mulan, llamado «Reflection», se informó que había obtenido un contrato de grabación con RCA Records y Aguilera dijo: «Obtuve un contrato de grabación simultáneamente cuando llegué a la banda sonora de Mulan. Acababa de cumplir diecisiete años, y durante la misma semana, acabé de conseguir ambos. Primero grabé la banda sonora de Mulan y luego, unos meses más tarde, estuve en Los Ángeles grabando el disco durante unos seis meses». Cuando se le preguntó sobre la canción y Aguilera, el ejecutivo de RCA, Ron Fair, comentó:

«Ella es una genio ruda del canto. La pusieron en este mundo para cantar, y he trabajado con muchos cantantes ... Cuando Aguilera se reunió con nosotros, no le importó que estuviera haciendo una audición para un disco. Ella fue a una zona de presentación que ves en una artista mucho más madura que ella».

Después de que se le pidiera que alcanzara una nota musical requerida para «Reflection», pensó que la canción podría ser la puerta de entrada a un álbum. Aguilera pasó horas grabando una versión de «Run to You» de Whitney Houston, que incluía la nota que le pidieron que alcanzara. Después de alcanzar con éxito la nota, que llamó «la nota que cambió mi vida», se le dio la oportunidad de grabar la canción. Para grabar la canción, voló a Los Ángeles durante aproximadamente una semana. A pesar de estar cada vez más agotada durante las sesiones de grabación, cuando escuchó que una orquesta de 90 miembros llegaría para grabar el instrumental, suplicó quedarse y presenciar el evento. Más tarde llamó a la experiencia «increíble». Debido al éxito en torno a la grabación de «Reflection», RCA deseaba que Aguilera grabara y lanzara un álbum en septiembre de 1998 para mantener la «publicidad» que la rodeaba en ese momento. La compañía sentó las bases para el álbum de inmediato y comenzó a presentarle a Aguilera temas para su álbum debut, que más tarde decidieron que se lanzaría en enero de 1999.

## Grabación y producción
Christina Aguilera fue grabado entre 1998 y 1999, Ron Fair fungió como productor ejecutivo del álbum. La compañía supuestamente gastó $1 millón en escritores, productores y lecciones de voz. Según Fair, «Ella era una gran talento, así que construir una colección de canciones que se convertiría en su primer álbum fue un proceso que consumió mucho tiempo. Queríamos encontrar las que podrían derribar la puerta y ponerla allí.» El álbum fue construido alrededor de canciones pop, que estaban en contra de la voluntad de Aguilera, ya que ella quería un álbum más de R&B. Además, durante una entrevista para The Washington Post, explicó: «Se me impidió mucho hacer más R&B improvisado. Claramente, querían hacer un disco pop joven con un sonido fresco y esa no es siempre la dirección en la que quería ir. A veces no lo entendían, no querían escucharme por mi edad y eso fue un poco frustrante. Dado el éxito, es un poco más fácil transmitir mis opiniones.»
Uno de los primeros productores del álbum fue Guy Roche, quien produjo dos canciones («What a Girl Wants» y «I Turn to You») y coescribió una de ellas («What a Girl Wants»), junto con Shelly Peiken. «What a Girl Wants» fue regrabada más tarde para su lanzamiento como sencillo, reemplazando la versión 'más ligera' por una versión más "funky" y R&B. Peiken también reescribió con Roche la versión sencillo del tema «Come On Over», producido por primera vez por Johan Aberg, Paul Rein y Aaron Zigman. Según ella, «vamos a darle más ventaja, un poco de R&B, tal vez a rockear un poco, a darle muchas nuevas direcciones diferentes y que salga a la luz». Aguilera también grabó una versión de la canción «I Turn to You» de All-4-One, escrita por Diane Warren. Carl Sturken y Evan Rogers (quienes finalmente irrumpieron en la escena como los productores que lanzaron la carrera de Rihanna) escribieron y produjeron dos pistas, mientras que el entonces prometedor Robin Thicke coescribió y coprodujo «When You Put Your Hands on Me». Franne Golde (quien anteriormente trabajó con Whitney Houston) también escribió una canción para Aguilera. En las etapas finales, el productor y compositor David Frank presentó una canción llamada «Genie in a Bottle», que Aguilera casi no grabó, «porque hubo muchos otros artistas que estuvieron tras esta canción, así que tuvimos que luchar un poco para conseguirla», afirmó. Con Heather Holley, Aguilera también coescribió una canción llamada «I Will Be», que según dijo se inspiró en «Vanishing» de Mariah Carey. El productor de la canción «So Emotional» reveló que Aguilera, entre las grabaciones, «ella solo escuchaba a Mariah Carey y Brandy, poniéndose en marcha y practicando sus riffs y carreras, antes de hacer sus improvisaciones.

## Composición

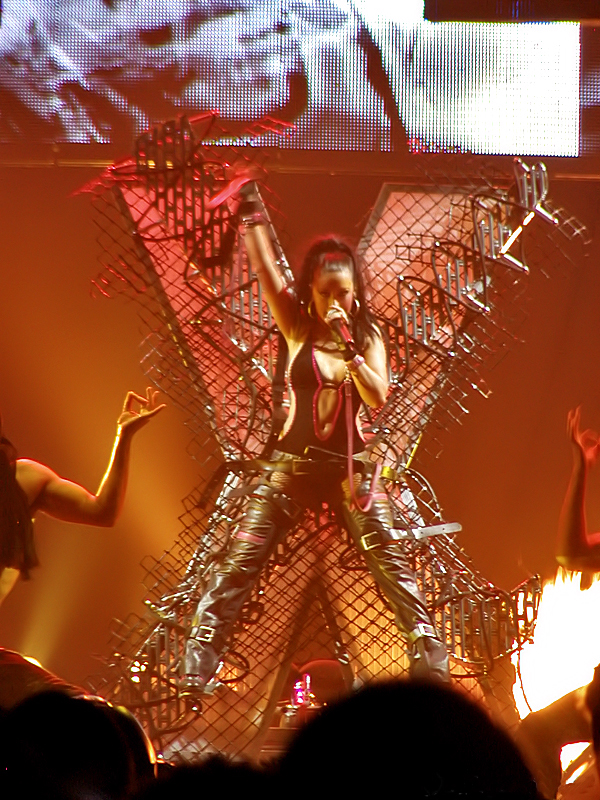
Aguilera interpretando «Genie in a Bottle» en la gira Stripped World Tour.

Christina Aguilera es un álbum de dance pop y teen pop; consiste principalmente en canciones teen pop. Beth Johnson de Entertainment Weekly comparó los estilos musicales del álbum con los de Tiffany y Whitney Houston. El álbum abre con «Genie in a Bottle», que utiliza referencias sexuales para hablar sobre el respeto propio. El editor de Billboard, Kenneth Partridge, escribió que la canción presenta «un patrón de batería de 32 notas que imita los latidos del corazón de un adolescente con lujuria». «What a Girl Wants» es un híbrido de teen pop y R&B que líricamente «[revela] una mujer fuerte e independiente que sabe lo que quiere de una relación, tanto sexual como emocionalmente». La versión de la balada «I Turn to You», del grupo All-4-One, es una canción con influencia de soul. En ella, Aguilera agradece a alguien por su «fe, fortaleza, apoyo, compromiso y ternura».
«So Emotional», «Love for All Seasons» y «Somebody's Somebody» incorporan elementos fuertes de R&B y soul. «So Emotional» es un número de tempo medio inspirado en el góspel que habla de un hombre que tiene a Aguilera «en las sogas». «Love for All Seasons» es una canción pop que musicalmente es similar a «Always Be My Baby» (1996) de Carey, mientras que «Somebody's Somebody», en la que Aguilera canta acerca de estar segura en los brazos de alguien, incluye chasquidos de batería, bajo y un órgano de góspel en el puente. En «Reflection», Aguilera canta sobre una mujer que anhela revelar su verdadero ser, que Partridge la caracterizó como la canción que «resume el álbum», además de que también forma parte de la película animada Mulan (1998). «Come On Over Baby (All I Want Is You)» es considerada la canción más «sexual» en Christina Aguilera, una canción con influencia de hip hop que presenta un verso de rap escrito por la misma Aguilera. «When You Put Your Hands on Me», una canción de R&B coescrita por Robin Thicke, aborda la alquimia del sexo: I just know, when you put your hands on me, I feel sexy, and my body turns to gold. —«Lo sé, cuando pones tus manos sobre mí, me siento sexy, y mi cuerpo se vuelve de oro»—. «Blessed» presenta elementos de góspel, mientras que «Love Will Find a Way» presenta un groove de R&B y fue comparado con las canciones de Carey, «Emotions» (1991) y «Dreamlover» (1993). En la última canción, «Obvious», Aguilera se pregunta si su confusión sobre su vida es evidente para todos.

## Recepción crítica
Stephen Thomas Erlewine de AllMusic elogió la composición y la producción «limpia y ordenada» del proyecto. Finalmente elogió las voz de Aguilera y escribió que «ella no solo tiene carisma, sino que también puede cantar, trayendo convicción a estas canciones de amor y desamor». Aunque lo llamó «un álbum frustrantemente errático», Beth Johnson de Entertainment Weekly escribió que «Christina todavía hace una apuesta creíble para ser la banda sonora de finales de verano para un rechazo romántico». La editora de Sputnikmusic, Amanda Murray, escribió que Christina Aguilera «es un álbum que es altamente representativo de los mejores aspectos del movimiento teen pop de finales de los noventas». Un crítico que escribió para Q dijo que el álbum «muestra su voz bonita pero poderosa con un efecto sorprendentemente impresionante». Ann Powers, a nombre de The New York Times, estuvo de acuerdo y escribió: «Más allá de su diseño elegante, este álbum indica el surgimiento de una cantante real. Tiene un sorprendente poder y rango vocal, si no una pista sobre cómo expresar la individualidad».
Barry Walters de Rolling Stone criticó el tema del álbum, calificándolo de «burbuja de cerebro», y escribió que «le da poca sustancia a Aguilera para que se convierta en oro». Robert Christgau dijo que el álbum «era como una evasión de LeAnn y que, a diferencia de Britney, Christina ya cuenta con la firmeza de carácter "adulta" y las palabras, y por eso amenaza con unirse a Gloria, Mariah, Celine y a la propia LeAnn en el interminable desfile de divas alimentadas por autorización de Diane Warren, que alcanzan notas altas y significan menos que nada». Julene Snyder de Sonicnet.com escribió que «Aguilera tiene una comprensión instintiva del estado insípido de la escena de la música pop/dance, especialmente en lo que se refiere a sus compañeros». A nombre de PopMatters, Nikki Tranter dijo que «hay muchos 'oohs' y un montón de 'ahhs' y los suficientes 'I want' y 'you like' para mantener a los niños felices». Kenneth Partridge de Billboard consideró al proyecto «bastante escuchable»; sin embargo, dijo que las letras «nos dicen muy poco sobre la chica en la portada».

## Sencillos

### "Genie in a Bottle"

En Estados Unidos, Christina Aguilera posicionó todos los sencillos oficiales del álbum en el top cinco de la lista Billboard Hot 100.

"Genie in a Bottle" fue lanzado el 22 de junio de 1999 en los Estados Unidos. La canción fue escrita David Frank, Steve Kipner, Pamela Sheyne. El sencillo fue número 1 en Billboard Hot 100 durante siete semanas convirtiéndola en unas de las pocas cantantes en tener un número 1 en aclamada lista son su canción debut y también en otros numerosos países. Además la canción se convirtió en "La canción del verano" de 1999 en los Estados Unidos según la revista Billboard, convirtiéndose en la segunda artista femenina en conseguir ente privilegio con su sencillo debut que llegó al número 1 solo detrás de Mariah Carey. La canción fue incluida en la lista de los sencillos más vendidos en el mundo. El sencillo es uno de los 150 más exitosos en la historia de la música según Media Traffic. El sencillo le valió una nominación al Grammy por Mejor Interpretación Vocal Pop Femenina en 2000. Con esta canción la convirtió en el nacimiento del nuevo icono de la cultura pop. A nivel mundial la canción vendió más de 7,420,000 de copias.
| Año  | Sencillo            | Posicionamientos  | Posicionamientos          | Posicionamientos    | Posicionamientos   | Posicionamientos        | Posicionamientos     | Posicionamientos         | Certificaciones   | Certificaciones           | Certificaciones     | Certificaciones    | Certificaciones         | Certificaciones      | Certificaciones          |
| Año  | Sencillo            | América           | América                   | Europa              | Europa             | Europa                  | Oceanía              | Oceanía                  | América           | América                   | Europa              | Europa             | Europa                  | Oceanía              | Oceanía                  |
| Año  | Sencillo            | Bandera de Canadá | Bandera de Estados Unidos | Bandera de Alemania | Bandera de Francia | Bandera del Reino Unido | Bandera de Australia | Bandera de Nueva Zelanda | Bandera de Canadá | Bandera de Estados Unidos | Bandera de Alemania | Bandera de Francia | Bandera del Reino Unido | Bandera de Australia | Bandera de Nueva Zelanda |
| ---- | ------------------- | ----------------- | ------------------------- | ------------------- | ------------------ | ----------------------- | -------------------- | ------------------------ | ----------------- | ------------------------- | ------------------- | ------------------ | ----------------------- | -------------------- | ------------------------ |
| 1999 | "Genie in a Bottle" | 1                 | 1                         | 2                   | 3                  | 1                       | 2                    | 2                        | —                 | 5▲                        | ▲                   | ●                  | 3▲                      | 6▲                   | 2▲                       |

### "What a Girl Wants"
"What a Girl Wants" logró la posición número 1 en la lista Billboard Hot 100, es considerada por la revista Billboard como la canción del milenio, ya que se encontraba en la posición número uno en dicha lista cuando entró el año 2000 el cual le dio entrada al nuevo milenio junto con dicha canción. La canción obtuvo una candidatura al premio Grammy por la categoría Mejor Interpretación Pop Femenina, y estuvo nominada a 5 premios MTV en la ceremonia MTV Video Music Awards.
La canción logró posicionarse número 1 en Argentina, 2 en Canadá, 3 en Bélgica, 2 en Irlanda, y número 1 en Nueva Zelanda, Estados Unidos, Reino Unido y en la Lista Mundial. Obtuvo certificaciones en varios países, como por ejemplo oro en los Estados Unidos por vender más de medio millón de copias, Suecia por vender 10 000 copias, Australia por 35 000 copias, Nueva Zelanda 5000 y al igual que Bélgica por sus altas ventas, y en el mundo entero obtuvo 2 veces platino por vender 4.261.000.
| Año  | Sencillo            | Posicionamientos  | Posicionamientos          | Posicionamientos    | Posicionamientos   | Posicionamientos        | Posicionamientos     | Posicionamientos         | Certificaciones   | Certificaciones           | Certificaciones     | Certificaciones    | Certificaciones         | Certificaciones      | Certificaciones          |
| Año  | Sencillo            | América           | América                   | Europa              | Europa             | Europa                  | Oceanía              | Oceanía                  | América           | América                   | Europa              | Europa             | Europa                  | Oceanía              | Oceanía                  |
| Año  | Sencillo            | Bandera de Canadá | Bandera de Estados Unidos | Bandera de Alemania | Bandera de Francia | Bandera del Reino Unido | Bandera de Australia | Bandera de Nueva Zelanda | Bandera de Canadá | Bandera de Estados Unidos | Bandera de Alemania | Bandera de Francia | Bandera del Reino Unido | Bandera de Australia | Bandera de Nueva Zelanda |
| ---- | ------------------- | ----------------- | ------------------------- | ------------------- | ------------------ | ----------------------- | -------------------- | ------------------------ | ----------------- | ------------------------- | ------------------- | ------------------ | ----------------------- | -------------------- | ------------------------ |
| 1999 | "What a Girl Wants" | 5                 | 1                         | 18                  | 11                 | 3                       | 5                    | 1                        | —                 | ●                         | —                   | —                  | —                       | ●                    | ●                        |

### "I Turn to You"
"I Turn to You" fue lanzado en junio del año 2000. El sencillo se posicionó en el número 3 de Billboard Hot 100 durante varias semanas y fue un éxito en el continente americano, esta canción convirtió a Christina en la única cantante en tener tres sencillos en el top 3 de Billboard Hot 100 con su álbum debut. Poco después serían cuatro con el sencillo "Come On Over Baby" (alcanzando la posición número 1 en dicha lista).
En cuanto a la Lista Mundial el sencillo debuta en la posición número 3 en el top 40 Singles Mundial y asciende rápidamente a la posición número 1 al cabo de solo seis semanas. Existe una versión en español también y para ambas versiones, el director del vídeo musical de este sigue siendo un misterio ya que para MTV había figuran Rupert C. Almont como el director, sin embargo, en el Making the Video, Joseph Kahn es quien figura como el director, dando a pensar en ambos nombres son seudónimos del director. En el vídeo se observa a Christina caminado por calles con un paraguas, mientras pasa un accidente automovilístico, por otra parte los ojos de Aguilera llamaron la atención ya que uso lentes de contacto de color azul eléctrico aun teniendo los ojos azul naturalmente.
| Año  | Sencillo        | Posicionamientos  | Posicionamientos          | Posicionamientos    | Posicionamientos   | Posicionamientos        | Posicionamientos     | Posicionamientos         | Certificaciones   | Certificaciones           | Certificaciones     | Certificaciones    | Certificaciones         | Certificaciones      | Certificaciones          |
| Año  | Sencillo        | América           | América                   | Europa              | Europa             | Europa                  | Oceanía              | Oceanía                  | América           | América                   | Europa              | Europa             | Europa                  | Oceanía              | Oceanía                  |
| Año  | Sencillo        | Bandera de Canadá | Bandera de Estados Unidos | Bandera de Alemania | Bandera de Francia | Bandera del Reino Unido | Bandera de Australia | Bandera de Nueva Zelanda | Bandera de Canadá | Bandera de Estados Unidos | Bandera de Alemania | Bandera de Francia | Bandera del Reino Unido | Bandera de Australia | Bandera de Nueva Zelanda |
| ---- | --------------- | ----------------- | ------------------------- | ------------------- | ------------------ | ----------------------- | -------------------- | ------------------------ | ----------------- | ------------------------- | ------------------- | ------------------ | ----------------------- | -------------------- | ------------------------ |
| 2000 | "I Turn to You" | 10                | 3                         | 65                  | —                  | 19                      | 40                   | 11                       | —                 | —                         | —                   | —                  | —                       | —                    | —                        |

### "Come On Over Baby (All I Want Is You)"
"Come On Over Baby (All I Want Is You)" fue lanzado en el 2000. El sencillo se convirtió en su tercer número 1 en Billboard Hot 100, donde permaneció en la posición durante cuatro semanas consecutivas.  "Come On Over Baby (All I Want Is You)" fue un gran éxito en el continente americano. En Estados Unidos, el sencillo fue muy bien recibido, al igual que en Latinoamérica. El sencillo se mantuvo durante veintiún semanas en Billboard Hot 100, llegando a la posición número 1 durante cuatro semanas. Existe una versión en español como los sencillos anteriores la cual fue un total éxito y además de eso Christina Aguilera tiene el récord y la exclusividad de ser la única cantante que con esta canción "Come On Over Baby (All I Want Is You)" y su versión en español "Ven conmigo (Solamente tú)" fue la primera canción en estar en número 1 simultáneamente en Hot Latin Tracks y Billboard Hot 100.
| Año  | Sencillo                           | Posicionamientos  | Posicionamientos          | Posicionamientos    | Posicionamientos   | Posicionamientos        | Posicionamientos     | Posicionamientos         | Certificaciones   | Certificaciones           | Certificaciones     | Certificaciones    | Certificaciones         | Certificaciones      | Certificaciones          |
| Año  | Sencillo                           | América           | América                   | Europa              | Europa             | Europa                  | Oceanía              | Oceanía                  | América           | América                   | Europa              | Europa             | Europa                  | Oceanía              | Oceanía                  |
| Año  | Sencillo                           | Bandera de Canadá | Bandera de Estados Unidos | Bandera de Alemania | Bandera de Francia | Bandera del Reino Unido | Bandera de Australia | Bandera de Nueva Zelanda | Bandera de Canadá | Bandera de Estados Unidos | Bandera de Alemania | Bandera de Francia | Bandera del Reino Unido | Bandera de Australia | Bandera de Nueva Zelanda |
| ---- | ---------------------------------- | ----------------- | ------------------------- | ------------------- | ------------------ | ----------------------- | -------------------- | ------------------------ | ----------------- | ------------------------- | ------------------- | ------------------ | ----------------------- | -------------------- | ------------------------ |
| 2000 | "Come On Over (All I Want Is You)" | 14                | 1                         | 27                  | 33                 | 8                       | 9                    | 2                        | —                 | ●                         | —                   | —                  | —                       | ▲                    | ●                        |

## Recepción comercial
En Estados Unidos, el álbum debutó en el número uno de la lista Billboard 200, con ayuda del sencillo "Genie in a Bottle", que previamente había permanecido 5 semanas en el n.º 1 del Billboard Hot 100 antes de la presentación del álbum, y que registro un enorme éxito en todo el mundo convirtiéndolo en el más grande hit de 1999. Según Nielsen SoundScan, para septiembre de 2014, el álbum vendió 10 279 000 solo en los Estados Unidos, donde es el más vendido de Aguilera.
El enorme éxito alcanzado por el sencillo y el álbum, equipararon a Aguilera con Britney Spears, quien había tenido un éxito parecido el mismo año, por ello es que la prensa las catalogó como "rivales"; hoy en día son conocidas como las eternas dueñas del trono del pop.
El lanzamiento del siguiente sencillo "What a Girl Wants", que llegó a encabezar las listas de ventas a finales de 1999, permitió que el disco permaneciera dentro de los mejores cinco de la lista, y a finales de 1999 año se llevaban vendidas cerca de 10 millones de copias. Aguilera fue nominada en dos categorías de los premios Grammy del año 2000: Mejor Intéprete Vocal Pop Femenina y Artista Revelación del Año (ganando esta última). 
El disco incluye los éxitos "Come On Over Baby (All I Want Is You)" y "I Turn to You". Otros sencillos lanzados fueron "Reflection" (1998), lanzado para la promoción de la película de Disney, Mulán.

## Promoción
Aguilera hizo numerosas apariciones en programas de televisión para promover su álbum debut auto-titulado. Aguilera apareció en programas como The Rosie O'Donnell Show y TRL. Aguilera también comenzó a viajar a Nueva Zelanda, mientras que "What a Girl Wants" estaba encabezando las listas en el extranjero. En 1999, Aguilera realizó una aparición con Britney Spears y *NSYNC en los Teen Choice Awards. Aguilera también asistió a los MTV Video Music Awards, donde ella y Fred Durst actuaron juntos. Durst se acercó al escenario y realizó parte de la canción de la banda de "Livin' It Up" con Aguilera. Después de provocar reacciones cargadas de sus fanes, Durst dijo: "Ya le dije a ustedes antes, yo hice todo para el Nookie, hombre." La pelea murió semanas después. Aguilera negó la declaración de Durst, dijo Durst "no obtuvo Nookie". Más tarde, en 2000, Aguilera realizó una aparición en el Super Bowl XXXIV como intérprete de medio tiempo. Aguilera interpretó su sencillo número uno "Come On Over Baby (All I Want Is You)" en el 2000 en los Video Music Awards. Mientras se realiza, Aguilera llevaba un traje de color rojo rubí ajustado con rayas negras y rojas en el pelo como si previamente estaban en el vídeo muiscal de "Come On Over Baby (All I Want Is You)". Aguilera también apareció en los 1999 MTV Europe Music Awards.

### Gira
Fue la primera gira de Christina Aguilera. El tour fue realizado en Norteamérica en el año 2000, la gira fue en apoyo para la promoción de su álbum lanzado en 1999. El grupo Destiny's Child estuvo a cargo el opening en ciertos shows, luego más artistas se unieron a este.
El tour tuvo como patrocinador a las marcas americanas, Sears y Levi's. Cuando fue anunciado, Aguilera estaba promocionando "I Turn to You", el tercer sencillo de su álbum debut; y en fase de la producción de su segundo álbum, Mi reflejo. Al mismo tiempo, Aguilera empezó a utilizar ropa más relevante y empezó a ponerse diferentes colores en su cabello, dándole más imagen de estrella pop.

## Logros del álbumChristina Aguilera
- En Estados Unidos, el mercado de música más grande a nivel mundial, el álbum Christina Aguilera debutó en la posición N.º 1 de la Billboard 200, vendiendo en su primera semana 252.000 copias, desbancando a Sean "Puffy" Combs y su álbum Forever, que también había debutado en la posición N.º 1 de dicha lista.[45]

- Tres sencillos de temas incluidos en el alcanzaron el N.º 1 del Billboard Hot 100: "Genie in a Bottle", "What a Girl Wants" y "Come On Over Baby (All I Want Is You)".[46]

- Mientras que el tercer sencillo "I Turn to You", se ubicó en la posición N.º 3 del Billboard Hot 100, de esta forma la artista se convierte en la primera cantante en lograr que todos sus sencillos de su álbum debut alcancen el top 3 en la cartelera estadounidense.

- Por este álbum, Aguilera obtuvo su primer Premio Grammy durante la ceremonia de 2000 en la categoría «mejor artista nuevo», venciendo a Britney Spears, Nelly Furtado, Kid Rock y Macy Gray, convirtiéndose en una de las cantantes más jóvenes en ganar un Grammy; también fue nominada en la categoría «mejor interpretación vocal pop femenina» por el sencillo Genie in a Bottle. Al año siguiente fue nominada en dichos premios en la misma categoría por el sencillo What a Girl Wants.

- Es el álbum homónimo más vendido de la historia de la música.[cita requerida]

## Lista de canciones
| Edición estándar |                                    |                                          |                           |          |  |
| N.º              | Título                             | Escritor(es)                             | Productor(es)             | Duración |  |
| 1.               | «Genie in a Bottle»                | Steve Kipner, David Frank, Pamela Sheyne | Frank, Kipner             | 3:36     |  |
| 2.               | «What a Girl Wants»                | Shelly Peiken, Guy Roche                 | Roche                     | 3:53     |  |
| 3.               | «I Turn to You»                    | Diane Warren                             | Roche                     | 4:35     |  |
| 4.               | «So Emotional»                     | Franne Golde, Tom Snow                   | Ron Harris                | 4:00     |  |
| 5.               | «Come On Over (All I Want Is You)» | Paul Rein, Johan Aberg                   | Aaron Zigman, Rein, Aberg | 3:10     |  |
| 6.               | «Reflection»                       | Matthew Wilder, David Zippel             | Wilder                    | 3:33     |  |
| 7.               | «Love for All Seasons»             | Carl Sturken, Evan Rogers                | Rogers, Sturken           | 3:59     |  |
| 8.               | «Somebody's Somebody»              | Warren                                   | Khris Kellow              | 5:02     |  |
| 9.               | «When You Put Your Hands on Me»    | Robin Thicke, James Gass                 | Thicke, Pro J.            | 3:35     |  |
| 10.              | «Blessed»                          | Travon Potts, Brock Walsh                | Potts                     | 3:05     |  |
| 11.              | «Love Will Find a Way»             | Sturken, Rogers                          | Rogers, Sturken           | 3:55     |  |
| 12.              | «Obvious»                          | Heather Holley                           | Robert Hoffman            | 3:58     |  |
| 46:27            |                                    |                                          |                           |          |  |

| Pista adicional de la edición mexicana, española, argentina y chilena |                                      |                                                                        |          |  |
| N.º                                                                   | Título                               | Escritor(es)                                                           | Duración |  |
| 13.                                                                   | «Genio atrapado» (Genie in a Bottle) | Steve Kipner, David Frank, Pamela Sheyne Adapt. al español: Rudy Pérez | 3:36     |  |

| Pista adicional de la edición brasileña |                                  |          |  |
| N.º                                     | Título                           | Duración |  |
| 14.                                     | «What a Girl Wants» (Smooth Mix) | 3:36     |  |

| Pistas adicionales de la edición japonesa |                          |                                                        |          |  |
| N.º                                       | Título                   | Escritor(es)                                           | Duración |  |
| 13.                                       | «We Are a Miracle»       | Christina Aguilera, Todd Jerome, Chapman, David Zipple | 4:11     |  |
| 14.                                       | «Don't Make Me Love You» | Shelly Peiken                                          | 3:53     |  |

| Pistas adicionales del Remix Plus (lanzado solo en Japón) |                                                         |          |  |
| N.º                                                       | Título                                                  | Duración |  |
| 15.                                                       | «Genie in a Bottle» (Flavio vs. Mad Boris Remix)        |          |  |
| 16.                                                       | «What a Girl Wants» (Eddie Arroyo Dance Radio Edit)     |          |  |
| 17.                                                       | «I Turn to You» (Thunderpuss Remix)                     |          |  |
| 18.                                                       | «Genio atrapado» (Remix)                                |          |  |
| 19.                                                       | «Come On Over Baby (All I Want Is You)» (Radio Version) |          |  |

| Edición especial (disco 2). |                                                         |          |  |
| N.º                         | Título                                                  | Duración |  |
| 1.                          | «Genie in a Bottle» (Flavio vs. Mad Boris Remix)        | 6:31     |  |
| 2.                          | «What a Girl Wants» (Eddie Arroyo Dance Radio Edit)     | 4:05     |  |
| 3.                          | «I Turn to You» (Thunderpuss Remix)                     | 4:21     |  |
| 4.                          | «Genio atrapado» (Remix)                                | 4:38     |  |
| 5.                          | «Don't Make Me Love You»                                | 3:39     |  |
| 6.                          | «Come On Over Baby (All I Want Is You)» (Radio Version) | 3:23     |  |

## Listas y certificaciones
| Lista de álbumes         | Posición | Certificación | Ventas aprox. |
| ------------------------ | -------- | ------------- | ------------- |
| U.S. Billboard 200       | 1        | 9x Platino    | 9,642 000     |
| European Albums Chart    | 1        | 2x Platino    | 2.000.000+    |
| Australia Lista ARIA     | 1        | 3x Platino    | 70.000+       |
| Canadian Albums Chart    | 1        | 6x Platino    | 700.000+      |
| P.Bajos                  | 6        | Oro           | 45.000+       |
| Francia                  | 19       |               | —             |
| Hong Kong Albums Chart   | 7        | Platino       | 50.000+       |
| Indonesia                | 2        | Oro           | 95.000+       |
| Italia                   | 6        | Oro           | 50.000+       |
| Irish Albums Chart       | 3        | Gold          | 7.500+        |
| Japón                    | 5        | Platino       | 300.000+      |
| Corea del Sur            | 1        | 10x Platino   | 500.000+      |
| México                   | 1        | 2x Platino    | 250.000+      |
| New Zealand Albums Chart | 5        | Platino       | 15.000+       |
| Argentina                | 5        | Oro           | 20.000+       |
| Noruega                  | 25       | -             | -             |
| Filipinas                | 1        | 2x Platino    | 80.000+       |
| Sudáfrica                | 1        | Gold          | 20.000+       |
| España                   | 1        | Platino       | 100.000+      |
| Suecia                   | 40       | -             | -             |
| Suiza                    | 5        | Platino       | 50.000+       |
| Taiwán Albums Chart      | 6        | 3x Platino    | 100.000+      |
| UK Albums Chart          | 4        | Platino       | 300.000+      |
| Venezuela                | 3        | Gold          | 5.000+        |

## Posiciones de fin de año

### 2000
| País                        | Posición |
| --------------------------- | -------- |
| New Zelanad Albums Chart    | 25       |
| Australia ARIA Albums Chart | 44       |

## Premios
| 1999 |                                          |                                                             |
| 1999 | Ivor Novello Award                       | Hit del Año: 'Genie in a Bottle'                            |
| 1999 | Teen.com Award                           | Mejor Álbum CD: 'Christina Aguilera'                        |
| 1999 | Teen.com Award                           | Mejor Canción Femenina: 'Genie in a Bottle'                 |
| 2000 |                                          |                                                             |
| 2000 | ALMA Award                               | Mejor Nuevo Artista: Christina Aguilera                     |
| 2000 | Amigo Award                              | Mejor Recién Llegado Internacional 2000: Christina Aguilera |
| 2000 | Billboard Music Award                    | Artista Femenina del Año: Christina Aguilera                |
| 2000 | Blockbuster Award                        | Artista Favorita Nueva Femenina: Christina Aguilera         |
| 2000 | Blockbuster Award                        | Sencillo favorito: 'Genie in a Bottle'                      |
| 2000 | BMI Award                                | 'Genie in a Bottle'                                         |
| 2000 | Maxim Magazine Premio a la Mujer del Año | Mejor Intérprete Internacional Femenina: Christina Aguilera |
| 2000 | Teen Magazine Award                      | Mejor Canción “Poder Femenino”: 'What a Girl Wants'         |
| 2000 | Teen Magazine Award                      | Mejor Artista Nuevo: Christina Aguilera                     |
| 2001 |                                          |                                                             |
| 2001 | BMI Award                                | What a Girl Wants                                           |
| 2002 |                                          |                                                             |
| 2002 | ASCAP Pop Music Award                    | Come On Over Baby (All I Want Is You)                       |
| 2002 | BMI Award                                | Come On Over Baby (All I Want Is You)                       |

## Personal
- Christina Aguilera - Vocals, Arreglista, Coros
- Joe Brown - Ingeniero Asistente
- Matthew Wilder - Arreglista, Productor
- Steve Kipner - Arreglista, batería, teclados, Productor, Ingeniero
- Michael Thompson - Guitarra
- Evan Rogers - Coros, Productor
- Sue Ann Carwell - Coros
- Airiq Anest - Programación
- Paul Arnold - Ingeniero
- Rob Chiarelli - Mezcla
- Ron Fair - Teclados
- Sherree Ford-Payne - Arreglista
- Dan García - Ingeniero
- John Goux - Guitarra
- Jeff Griffin - Edición Digital, Mezcla
- Mick Guzauski - Mezcla
- Ron Harris - Programación, Productor, ingeniero
- Phil Kaffel - Ingeniero
- Khris Kellow - Arreglista, Programación, Productor
- Doc Pequeño - Ingeniero
- Mario Lucy - Ingeniero
- Bill Malina - Edición Digital
- Peter Mokran - Mezcla
- Shelly Peiken - Coros
- Dave Pensado - Mezcla
- Tim Pierce - Guitarra
- Travon Potts - Arreglista, Multi Instrumentos, Productor
- Guy Roche - Arreglista, Programación, Productor
- Carl Sturken - Multi Instrumentos, Productor
- Tommy Vicari - Mezcla
- Brock Walsh - Arreglista
- Diane Warren - Productor, Productor ejecutivo
- Bruce Watson - Guitarra
- Aaron Zigman - Arreglista, Orquestación, Productor, ingeniero
- Tom Bender - Ingeniero Asistente
- Tony Flores - Mezcla Asistente
- Matt Laug - Pandereta
- Robin Thicke - Productor, Ingeniero, Mezcla
- Tim Lauber - Mezcla
- Terri Wong - Ingeniero Asistente
- Dave Frank - Arreglista, batería, teclados, productor, ingeniero
- Ali Boudris - Guitarra, ingeniero
- Al Hemberger - Ingeniero
- Michael Huff - Mezcla Asistente
- Christina Aguilera - Arreglista, voz y coros
- Dave Way - Mezcla
- Chad Wolfinabarger Sturkin - Productor
- Guy Rogers - Productor
- Doreen Dorian - Productor asociado
- Johan Aberg - Programación, productor, ingeniero
- Mike Hatzinger - Ingeniero
- Heather Holley - Piano
- Paul Rein - Teclados, Programación, Productor
- John Glaser - Moog Synthesizer
- Yariv Milchan -  Fotografías
- Sean Mosher-Smith - Diseño Gráfico
- Stephen Dorff - Concert Master
- Paul Buckmaster - Concert Master
- L.A. Strings Orchestra - Orquesta de Cuerdas